# Манжиров, Александр Владимирович
Александр Владимирович Манжиров (24 мая 1957 — 3 сентября 2018) — советский и российский физик, доктор физико-математических наук (1993), профессор (1998). Иностранный член Национальной Академии наук Республики Армении,
действительный член Международной инженерной академии, действительный член Российской инженерной академии.

## Биография
Родился в семье специалиста по химической технологии производства кожи и меха В. М. Манжирова и работающей в аптечном производстве Тамары Семёновны Манжировой. С отличием окончил среднюю школу № 14 с преподаванием ряда предметов на английском языке. В 1974 поступил на отделение механики механико-математического факультета Ростовского государственного университета, где специализировался по теории упругости. В апреле 1983 поступает на работу в Институт проблем механики АН СССР, где в 1995 становится ведущим научным сотрудником. С 2004 работает заведующим лабораторией моделирования в механике деформируемого твёрдого тела, и становится известен как один из основателей нового научного направления — механики растущих тел. В сентябре 2015 назначается на должность заместителя директора института по научной работе. Также работал заведующим филиалом кафедры прикладной математики МГТУ имени Н. Э. Баумана в ИПМех РАН, профессором кафедры высшей математики МГУПИ. Лауреат государственной научной стипендии для выдающихся учёных России.

## Публикации
- Арутюнян Н. Х., Манжиров А. В., Наумов В. Э. Контактные задачи механики растущих тел. М.: «Наука», 1991. 172 с.
- Полянин А. Д., Манжиров А. В. Справочник по интегральным уравнениям: Точные решения. М.: «Факториал», 1998. 432 с.
- Манжиров А. В., Полянин А. Д. Методы решения интегральных уравнений: Справочник. М.: «Факториал», 1999. 272 с.
- Арутюнян Н. Х., Манжиров А. В. Контактные задачи теории ползучести. Ереван: Изд-во НАН РА, 1999. 320 с.
- Манжиров А. В., Полянин А. Д. Справочник по интегральным уравнениям: Методы решения. М.: Изд-во «Факториал Пресс», 2000. 384 с.
- Полянин А. Д., Манжиров А. В. Справочник по интегральным уравнениям. М.: Физматлит, 2003. 608 с.[7]
- Полянин А. Д., Манжиров А. В. Интегральные уравнения в 2 ч. Справочник для вузов. 2-е изд., испр. и доп. М.: Издательство «Юрайт», 2017. 369 с. + 238 с.